# Cão do Ariége
A Ariége [Nota] (em francês:  Ariegeois) é uma raça canina de franceses de caça e farejadores desenvolvida no início do século XIX. Originário da região do Ariège (em francês) ou Arièja (em occitano), este animal foi criado pelo francês Elie de Vésin a partir dos cruzamentos entre bracos da região, dentre os quais especula-se terem sido o grande azul da Gasconha e o gascão Saintongeois. Conservando fisicamente as características de seus antecessores, como a qualidade típica de um cão de caça, apresenta menos elegância, é menor e possui maior agilidade.
Seu temperamento, classificado como dócil, o permite conviver bem com crianças dentro de casa e com outros cães em matilha. Utilizado apenas para caçadas, foi visto como um promissor cão de companhia, sua segunda atual função. Inteligente, aprende rápido quando filhote, o que qualifica seu adestramento como fácil. Seu corpo robusto e chamado rústico o torna um animal saudável, sem grandes problemas de saúde. No entanto, após o trabalho, suas orelhas e olhos exigem certos cuidados, devido a fácil irritabilidade. Podendo atingir os 30 kg e os 61 cm, tem como destaque em seu físico a sua pele coberta por pelos finos e as coxas chatas e musculosas.